# Miffy és barátai
A Miffy és barátai (eredeti cím: Miffy and Friends) 2003-tól 2007-ig vetített holland–amerikai televíziós gyurmafilmsorozat, amelynek az alkotója Dick Bruna. A rendezője Martin Pullen, a zeneszerzője Jerry Hickman. A tévéfilmsorozat az amerikai Noggin Originals és a holland Neptuno Films gyártásában készült. Műfaját tekintve oktató filmsorozat. Hollandiában a KRO vetítette, Amerikában a Noggin sugározta, Magyarországon az M2 tűzte műsorára.

## Ismertető
A sorozat története egy ifjú nyúl életéről szól, a főhős neve Miffy.barátai élete:
Röfi:szülei nincsenek,nővérével Poppy-val él 2-ben.
Melanie:a többiek élete is normális ahogy Melanieé is,ő Miffy legjobb barátja.

## Szereplők
- Miffy
- Szimat, a kutya
- Barbara
- Boris
- Poppy
- Grunty
- Röfi(Poppy kishúga)
- Melanie(Miffy legjobb barátnője)

## Epizódok
1. Miffy zenél
2. Miffy és az esős nap
3. Miffy és Szimat találkozik
4. Miffy ajándékot kap Boristól
5. Poppy segít Miffynek
6. Miffy és Aggie mackói
7. Miffy jelmezbálba megy
8. Miffy kempingezik
9. Szimat születésnapja
10. Miffy megfázik
11. Miffy és a hiányzó csésze
12. Szimat türelmet tanul
13. Miffy születésnapi zsúrja
14. Miffy táncolni tanul
15. Miffy eltéved az erdőben